# Konfekt

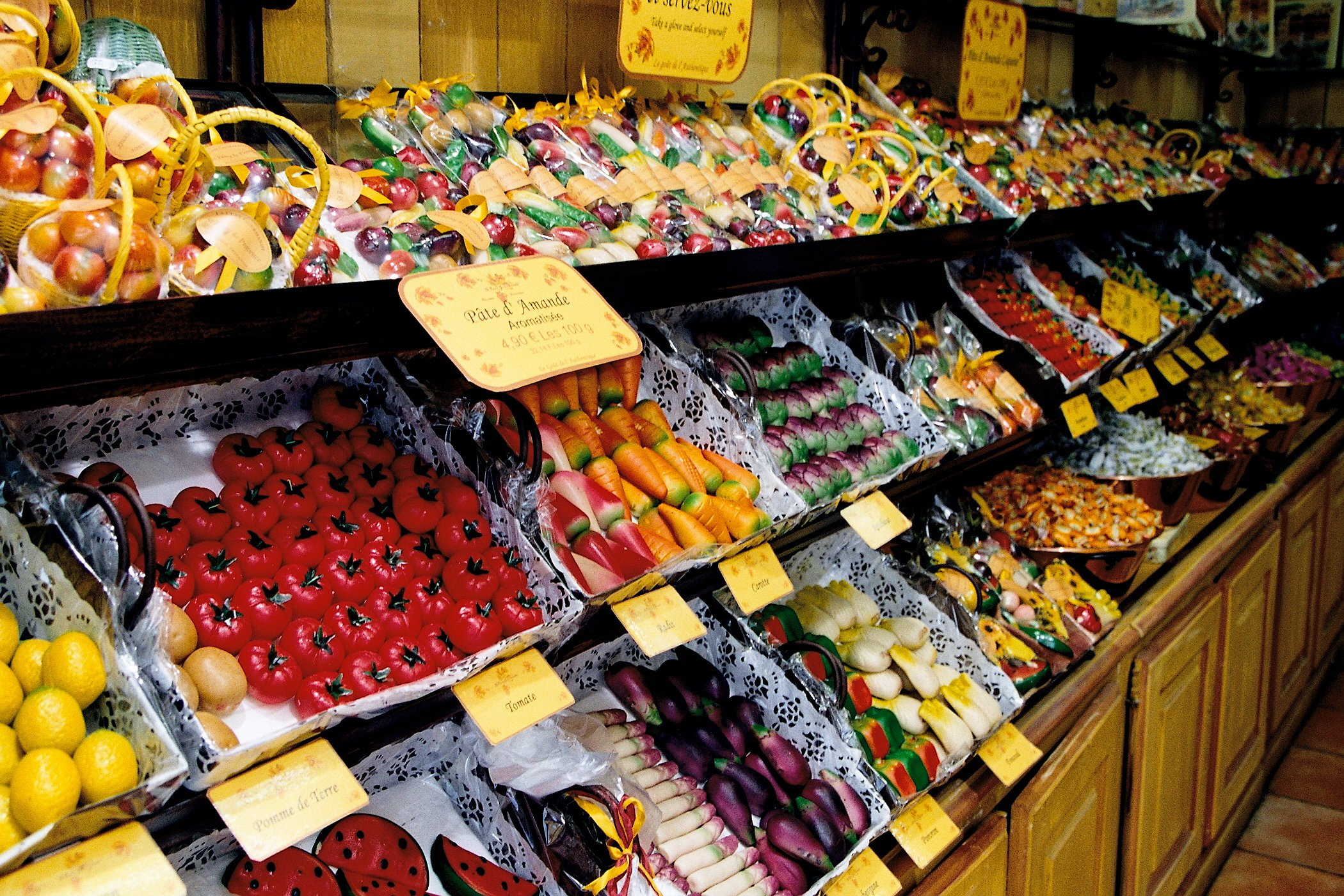
Konfektyrer i butik.

Konfekt eller konfektyr (av latinets conficere, 'förfärdiga', 'tillverka') är omsorgsfullt tillverkade sötsaker, som i regel köps färdiggjorda.
Konfekt består vanligen av choklad med olika slags fyllning, eller en sötsak av marsipan
och omfattar alla sötsaker utom ren choklad. Det kan vara exempelvis små bakverk och kanderad frukt.